# Viandar de la Vera
Viandar de la Vera est une commune de la province de Cáceres dans la communauté autonome d'Estrémadure en Espagne.